# Liam Borchers
Liam Borchers (Groningen, Países Bajos, 7 de mayo de 2004) es un escritor e investigador especializado en historia del fútbol.
Inicialmente la obra de Borchers se centró en el fútbol español desde una perspectiva general y divulgativa, y redactada en su idioma materno, el neerlandés. Posteriormente se ha especializado en monografías históricas, centradas en clubes de fútbol modestos de España: el CD Atlético Baleares, de Palma de Mallorca, y el CE Europa, del Barrio de Gracia de Barcelona, todos ellos escritos en inglés. Además, es autor de artículos sobre los mismos temas en revistas como Staantribune y Panenka, ambas publicaciones de los Países Bajos.

## Obras
- GOLAZO. Een introductie tot het Spaanse voetbal. Groningen: Brave New Books, 2021 ISBN 978-9464482263 (en neerlandés)
- CARA O CRUZ. Een reis door Spaans voetballand. Groningen: Brave New Books, 2022 ISBN 978-9464658101 (en neerlandés)
- The Story of Atlètic Balears. Groningen: Lulu, 2023 ISBN 978-1-4717-4271-2 (en inglés)
- The Story of Europa. A unique football club from Catalonia. Groningen, 2024 ISBN 978-9-0903-8388-0 (en inglés)